# Ibericancer
bericancer sanchoi, Ibericancridae
Famille
Genre
Espèce
Ibericancer est un genre éteint de crabes, le seul de la famille également éteinte des Ibericancridae.
Le genre ne contient qu'une seule espèce : Ibericancer sanchoi qui a été découverte en Espagne, dans la région de Valence et qui date du Crétacé.